# Afonso Banhos Leite
Afonso Banhos Leite (Lavras da Mangabeira, Ceará, 27 de maio de 1907 – Fortaleza, 21 de maio de 1977) foi um filósofo, advogado e escritor brasileiro.

## Biografia
Filho de Edeltrudes Banhos Leite e de Afonso Leite de Oliveira, estudou as primeiras letras em sua terra natal. Transferindo-se para Fortaleza, realizou o seu aprendizado humanístico como aluno do Colégio Cearense Sagrada Família.
Em dezembro de 1949, bacharelou-se em Ciências Jurídicas e Sociais pela Faculdade de Direito do Ceará, sendo eleito, pelos seus colegas, orador oficial da turma, pois na época já era conhecido pela sua grande cultura filosófica.
Advogado e professor de vários estabelecimentos de ensino de Fortaleza, destacou-se como filósofo de profunda imaginação.
“Aí por volta de 1936 – assinala Florival Seraine –, já possuía gosto literário apurado. Era leitor assíduo da Nouvelle Revue Française, o famoso órgão em que colaboravam Paul Valéry, André Gide e outros expoentes do orbe intelectual”.
Com José Waldo Ribeiro Ramos, Joaquim Alves, Henriqueta Galeno e outros escritores, fundou a Sociedade Cearense de Geografia e História, juntamente com seu órgão publicitário, em cujas páginas deixou importante artigo sobre Filosofia da História, em torno do pensamento de Vico e Oswald Spengler.
Com Florival Seraine, dirigiu a revista Estudos, disseminando a sua produção de pensador em jornais e revistas do Ceará e no Boletim de Ariel, do Rio de Janeiro, com participação restrita, este último, a uma elite de intelectuais.
Entre as suas obras filosóficas, releva-se Fundamentos Lógicos do Conhecimento, publicado em 1949. Também de sua autoria é a plaqueta: Discurso Pronunciado na Instalação da Sociedade Cearense de Geografia e História (Fortaleza: Ramos e Pouchain, 1936).
Com Paulo Bonavides e Moacir Teixeira de Aguiar, fundou, em 1960, a Revista Filosófica do Nordeste, da qual foi secretário e membro do conselho de redação. “A Reconstrução da Filosofia” é o título do ensaio de sua autoria estampado no primeiro número desse periódico.
A base da sua filosofia lógica e gnosiológica ficou registrada em dois expressivos volumes, intitulados: Dialética e Imanência e Introdução à Filosofia, isto sem contar os seus ensaios de crítica literária.
Foi um importante filósofo, que se distinguiu como poeta e jornalista. Suas preocupações filosóficas concentraram-se no domínio da Lógica Simbólica, tendo destacando-se pela sua condição de pensador, conforme Abdias Lima, no seu Falam Os Intelectuais do Ceará (Fortaleza: Imprensa Oficial do Ceará, 1946).
Afonso Banhos é patrono da cadeira nº 20 da Academia Lavrense de Letras, e sobre a sua obra existe um importante livro do poeta e ensaísta cearense Dimas Macedo, intitulado: Afonso Banhos: Ensaios de Filosofia (Fortaleza: LCR, 2013).